# Grand Prix automobile des Pays-Bas 1978
Résultats du Grand Prix des Pays-Bas de Formule 1 1978 qui a eu lieu sur le circuit de Zandvoort le 27 août 1978.

## Classement
| Pos  | N° | Pilote                | Écurie             | Tours | Temps/Abandon      | Grille | Points |
| ---- | -- | --------------------- | ------------------ | ----- | ------------------ | ------ | ------ |
| 1    | 5  | Mario Andretti        | Lotus-Ford         | 75    | 1 h 41 min 04 s 23 | 1      | 9      |
| 2    | 6  | Ronnie Peterson       | Lotus-Ford         | 75    | +0 s 32            | 2      | 6      |
| 3    | 1  | Niki Lauda            | Brabham-Alfa Romeo | 75    | +12 s 21           | 3      | 4      |
| 4    | 2  | John Watson           | Brabham-Alfa Romeo | 75    | +20 s 92           | 8      | 3      |
| 5    | 14 | Emerson Fittipaldi    | Fittipaldi-Ford    | 75    | +21 s 5            | 10     | 2      |
| 6    | 12 | Gilles Villeneuve     | Ferrari            | 75    | +45 s 95           | 5      | 1      |
| 7    | 11 | Carlos Reutemann      | Ferrari            | 75    | +1 min 00 s 52     | 4      |        |
| 8    | 26 | Jacques Laffite       | Ligier-Matra       | 74    | +1 tour            | 6      |        |
| 9    | 8  | Patrick Tambay        | McLaren-Ford       | 74    | +1 tour            | 14     |        |
| 10   | 7  | James Hunt            | McLaren-Ford       | 74    | +1 tour            | 7      |        |
| 11   | 25 | Héctor Rebaque        | Lotus-Ford         | 74    | +1 tour            | 20     |        |
| 12   | 20 | Jody Scheckter        | Wolf-Ford          | 73    | +2 tours           | 15     |        |
| Abd. | 33 | Bruno Giacomelli      | McLaren-Ford       | 60    | Sortie de piste    | 19     |        |
| Abd. | 16 | Hans-Joachim Stuck    | Shadow-Ford        | 56    | Transmission       | 18     |        |
| Abd. | 31 | René Arnoux           | Martini-Ford       | 40    | Châssis            | 23     |        |
| Abd. | 37 | Arturo Merzario       | Team Merzario-Ford | 40    | Moteur             | 26     |        |
| Dsq. | 19 | Vittorio Brambilla    | Surtees-Ford       | 37    | Disqualifié        | 22     |        |
| Abd. | 15 | Jean-Pierre Jabouille | Renault            | 35    | Moteur             | 9      |        |
| Abd. | 30 | Brett Lunger          | McLaren-Ford       | 35    | Moteur             | 21     |        |
| Abd. | 32 | Keke Rosberg          | Theodore-Ford      | 21    | Accident           | 24     |        |
| Abd. | 27 | Alan Jones            | Williams-Ford      | 17    | Accélérateur       | 11     |        |
| Abd. | 29 | Nelson Piquet         | McLaren-Ford       | 16    | Transmission       | 25     |        |
| Abd. | 4  | Patrick Depailler     | Tyrrell-Ford       | 13    | Moteur             | 12     |        |
| Abd. | 22 | Derek Daly            | Ensign-Ford        | 10    | Transmission       | 16     |        |
| Abd. | 35 | Riccardo Patrese      | Arrows-Ford        | 0     | Accident           | 13     |        |
| Abd. | 3  | Didier Pironi         | Tyrrell-Ford       | 0     | Accident           | 17     |        |
| Np.  | 18 | Rupert Keegan         | Surtees-Ford       |       | Blessure à la main |        |        |
| Nq.  | 17 | Clay Regazzoni        | Shadow-Ford        |       | Non qualifié       |        |        |
| Nq.  | 10 | Michael Bleekemolen   | ATS-Ford           |       | Non qualifié       |        |        |
| Nq.  | 9  | Jochen Mass           | ATS-Ford           |       | Non qualifié       |        |        |
| Npq. | 23 | Harald Ertl           | Ensign-Ford        |       | Non préqualifié    |        |        |
| Npq. | 39 | Danny Ongais          | Shadow-Ford        |       | Non préqualifié    |        |        |
| Npq. | 36 | Rolf Stommelen        | Arrows-Ford        |       | Non préqualifié    |        |        |

Légende :
- Abd.=Abandon - Np.=Non partant

## Pole position et record du tour
- Pole position : Mario Andretti en 1 min 16 s 36 (vitesse moyenne : 199,235 km/h).
- Tour le plus rapide : Niki Lauda en 1 min 19 s 57 au 57e tour (vitesse moyenne : 191,198 km/h).

## Tours en tête
- Mario Andretti : 39 (1-75)

## À noter
- 12e victoire pour Mario Andretti.
- 71e victoire pour Lotus en tant que constructeur.
- 117e victoire pour Ford-Cosworth en tant que motoriste.
- À l'issue de cette course Lotus devient champion du monde des constructeurs.
- Rupert Keegan s'est qualifié en 25e position mais n'a pas pu prendre le départ de la course pour cause de blessure.
- Vittorio Brambilla a été disqualifié pour avoir été poussé sur la grille de départ.